# DVB-S2
DVB-S2 — второе поколение цифрового спутникового вещания, стандарт на вещание цифрового телевидения, который станет преемником DVB-S. Был разработан в 2003 году группой DVB Project, международным промышленным консорциумом, и ратифицирован ETSI (EN 302307) в марте 2005 года. Стандарт предусматривает усовершенствование DVB-S и ввод электронного сбора новостей (или Digital Satellite News Gathering), используемого мобильными устройствами для посылки звуков и изображений с любой точки мира домой на телевизионную станцию[прояснить].
DVB-S2 предназначен для ТВ-вещания, включая стандартное разрешение и высокой чёткости (HD). Внедрены интерактивные сервисы, такие как Internet access и (профессиональная) передача контента. Разработка DVB-S2 совпала с появлением видеокодеков HDTV и H.264 (MPEG-4 AVC).
Добавлены два новых ключевых свойства, в сравнении с DVB-S:
- Мощная схема кодирования, основанная на современном LDPC. Для упрощения LDPC коды имеют специальную структуру, известную как Irregular Repeat-Accumulate.
- Режимы VCM (Variable Coding and Modulation, переменное кодирование и модуляция) и ACM (Adaptive Coding and Modulation, адаптивное кодирование и модуляция), которые позволяют оптимизировать полосу частот, используя динамично изменяющиеся параметры.

Ещё одним отличием является улучшенная модуляция 32APSK (амплитудная и фазовая манипуляция), увеличенные скорости трафика и специальный транспортный механизм для передачи IP-пакетов данных, включая потоки видео и аудио MPEG-4, при этом сохраняется обратная совместимость с базовым MPEG-2 TS.
DVB-S2 достигает гораздо лучшего использования полосы частот, нежели предшественники. Повышается максимальный битрейт на той же полосе частот спутника. Измеренная производительность DVB-S2 превышает DVB-S на 30%, при прочих равных полосе частот и мощности передаваемого сигнала. Поскольку применяется новая технология сжатия (MPEG-4 AVC), то сигнал с качеством HDTV транслируется в той же полосе частот, которую ранее занимал формат DVB-S (основанный на MPEG-2 SDTV).
В марте 2014 года группой DVB Project была опубликована спецификация DVB-S2X как расширение для DVB-S2.

## Ключевые особенности
- Прямой приём одного и более транспортных потоков MPEG-2 (новый формат MPEG-TS обратно совместим с прежним).
- Родной формат данных для DVB-S2 называется Generic Stream (GS), и может быть использован для эффективной передачи данных по протоколу IP, включая кодеки MPEG-4, AVC/H.264.
- Обратная совместимость с DVB-S, прозрачная для конечного пользователя, и DVB-DSNG, который используется для electronic news gathering (см. выше).
- Переменное кодирование и модуляция (VCM) призваны оптимизировать использование полосы частот, основываясь на приоритете входных данных, так чтобы SDTV мог бы доставляться более надежно, нежели HDTV в той же полосе.
- Адаптивное кодирование и модуляция (ACM) обеспечат гибкую передачу параметров, подстроенную под условия приёмного оборудования, например, переключение на более низкий битрейт в периоды передачи темного фона.
- Четыре режима модуляции:
  - QPSK и 8PSK предназначены для широкого вещания и могут быть использованы в нелинейных передатчиках сообразно ситуации.
  - 16APSK и 32APSK используются для специальных целей, полулинейной передачи, но также могут служить и целям широкого вещания, несмотря на то, что требуют большего уровня С/Ш и применения продвинутых методов исключения искажений на передающей земной станции.
- Улучшенная крутизна АЧХ: α = 0,2 и α = 0,25 в сравнении с DVB-S α = 0,35. Разработчики в свои модемы и модуляторы давно добавили Roll-off 0,15; 0,1; 0,05 (в большинстве случаев за эту опцию нужно доплачивать) .
- Улучшенное кодирование: современный длинный код LDPC сдобрен кодом коррекции ошибок BCH, который допускает quasi-error-free (QEF) на приёмной стороне канала AWGN. Это новшество поможет избежать специфичных ошибок уровня и битрейта LDPC. Кадр коррекции ошибок FEC может иметь длину 64800 (нормальный) или 16200 (короткий) бит. Если используются VCM или ACM, то вещание может состоять из комбинаций нормальных и коротких кадров.
- Несколько скоростей передачи кода для гибкой подстройки к передаваемым параметрам: 1/4, 1/3, 2/5, 1/2, 3/5, 2/3, 3/4, 4/5, 5/6, 8/9 и 9/10. Скорости 1/4, 1/3 и 2/5 специально предназначены для условий плохого приёма с модуляцией QPSK. Значения 8/9 и 9/10 плохо работают там, где уровень сигнала ниже уровня шума. Как бы то ни было, в целевых диапазонах Ku и Ka эти скорости рекомендованы для пресечения несанкционированного доступа по соображениям авторского права или моральных устоев страны.
- Возможность синхронизации потока для обеспечения надежного прямого соединения между точками передачи и приёма.

В зависимости от скорости модуляции система может работать на уровнях С/Ш между -2,4 дБ (QPSK, 1/4) и 16 дБ (32APSK, 9/10) с вероятностью пакетной ошибки PER=10−7  (что соответствует битовой вероятности ошибки BER=6.7*10-11 ).  Дистанция до границы Шеннона колеблется в пределах от 0,7 до 1,2 дБ.
Минусы DVB-S2:
- Слишком большие блоки для определенных типов трафика и режимов работы каналов связи (особенно это актуально для обратных каналов работающих в TDMA-режиме, где быстрота синхронизации важна);
- Некоторые МодКоды с высокой скоростью кодирования менее эффективны чем МодКоды с более высоким индексом модуляции, но с более низкой скоростью кодирования, из-за чего в ACM-режиме не используются;
- Большая разница в  сигнал/шум (Es/N0) между соседними МодКодам (данную проблему частично устранил DVB-S2X).

Таблица спектральной эффективности DVB-S2 (ETSI EN 302307-1)
| #  | Mod    | Normal | Normal     | Normal     | Short | Short      | Short      | Es/N0 (Frame Normal) PER 10-7 {for Frame Short add 0,2-0,3 dB} |
| #  | Mod    | FEC    | Pilot off  | Pilot on   | FEC   | Pilot off  | Pilot on   | Es/N0 (Frame Normal) PER 10-7 {for Frame Short add 0,2-0,3 dB} |
| #  | Mod    | FEC    | Spec. eff  | Spec. eff  | FEC   | Spec. eff  | Spec. eff  | Es/N0 (Frame Normal) PER 10-7 {for Frame Short add 0,2-0,3 dB} |
| #  | Mod    | FEC    | Bit/symbol | Bit/symbol | FEC   | Bit/symbol | Bit/symbol | Es/N0 (Frame Normal) PER 10-7 {for Frame Short add 0,2-0,3 dB} |
| 1  | QPSK   | 1/4    | 0,490243   | 0,478577   | 1/5   | 0,365324   | 0,357467   | -2,35                                                          |
| 2  | QPSK   | 1/3    | 0,656448   | 0,640827   | 1/3   | 0,629060   | 0,615532   | -1,24                                                          |
| 3  | QPSK   | 2/5    | 0,789412   | 0,770627   | 2/5   | 0,760928   | 0,744564   | -0,30                                                          |
| 4  | QPSK   | 1/2    | 0,988858   | 0,965327   | 4/9   | 0,848840   | 0,830585   | 1,00                                                           |
| 5  | QPSK   | 3/5    | 1,188304   | 1,160026   | 3/5   | 1,156532   | 1,131661   | 2,23                                                           |
| 6  | QPSK   | 2/3    | 1,322253   | 1,290788   | 2/3   | 1,288400   | 1,260693   | 3,10                                                           |
| 7  | QPSK   | 3/4    | 1,487473   | 1,452076   | 11/15 | 1,420269   | 1,389725   | 4,03                                                           |
| 8  | QPSK   | 4/5    | 1,587196   | 1,549426   | 7/9   | 1,508181   | 1,475747   | 4,68                                                           |
| 9  | QPSK   | 5/6    | 1,654663   | 1,615288   | 37/45 | 1,596093   | 1,561768   | 5,18                                                           |
| 10 | QPSK   | 8/9    | 1,766451   | 1,724416   | 8/9   | 1,727961   | 1,690800   | 6,20                                                           |
| 11 | QPSK   | 9/10   | 1,788612   | 1,746049   |       |            |            | 6,42                                                           |
| 12 | 8PSK   | 3/5    | 1,779991   | 1,739569   | 3/5   | 1,725319   | 1,692033   | 5,50                                                           |
| 13 | 8PSK   | 2/3    | 1,980636   | 1,935658   | 2/3   | 1,922040   | 1,884959   | 6,62                                                           |
| 14 | 8PSK   | 3/4    | 2,228124   | 2,177525   | 11/15 | 2,118761   | 2,077885   | 7,91                                                           |
| 15 | 8PSK   | 5/6    | 2,478562   | 2,422276   | 37/45 | 2,381056   | 2,335120   | 9,35                                                           |
| 16 | 8PSK   | 8/9    | 2,646012   | 2,585924   | 8/9   | 2,577778   | 2,528046   | 10,69                                                          |
| 17 | 8PSK   | 9/10   | 2,679207   | 2,618365   |       |            |            | 10,98                                                          |
| 18 | 16APSK | 2/3    | 2,637201   | 2,574613   | 2/3   | 2,548792   | 2,505223   | 8,97                                                           |
| 19 | 16APSK | 3/4    | 2,966728   | 2,896320   | 11/15 | 2,809662   | 2,761633   | 10,21                                                          |
| 20 | 16APSK | 4/5    | 3,165623   | 3,090495   | 7/9   | 2,983575   | 2,932574   | 11,03                                                          |
| 21 | 16APSK | 5/6    | 3,300184   | 3,221863   | 37/45 | 3,157488   | 3,103514   | 11,61                                                          |
| 22 | 16APSK | 8/9    | 3,523143   | 3,439530   | 8/9   | 3,418357   | 3,359924   | 12,89                                                          |
| 23 | 16APSK | 9/10   | 3,567342   | 3,482680   |       |            |            | 13,13                                                          |
| 24 | 32APSK | 3/4    | 3,703295   | 3,623332   | 11/15 | 3,493093   | 3,419165   | 12,73                                                          |
| 25 | 32APSK | 4/5    | 3,951571   | 3,866247   | 7/9   | 3,709309   | 3,630805   | 13,64                                                          |
| 26 | 32APSK | 5/6    | 4,119540   | 4,030589   | 37/45 | 3,925526   | 3,842446   | 14,28                                                          |
| 27 | 32APSK | 8/9    | 4,397854   | 4,302894   | 8/9   | 4,249850   | 4,159906   | 15,69                                                          |
| 28 | 32APSK | 9/10   | 4,453027   | 4,356875   |       |            |            | 16,05                                                          |